# Parennes
Parennes ist eine französische Gemeinde mit 449 Einwohnern (Stand: 1. Januar 2022) im Département Sarthe in der Region Pays de la Loire; sie gehört zum Arrondissement Mamers und zum Kanton Sillé-le-Guillaume. Die Einwohner werden Parennais genannt.

## Geographie
Parennes liegt etwa 35 Kilometer westnordwestlich von Le Mans. Umgeben wird Parennes von den Nachbargemeinden Rouessé-Vassé im Norden und Nordwesten, Rouez im Osten und Nordosten, Tennie im Osten und Südosten, Saint-Symphorien im Süden und Südosten, Neuvillette-en-Charnie im Süden sowie Torcé-Viviers-en-Charnie im Westen und Südwesten.

## Bevölkerungsentwicklung
| 1962                      | 1968 | 1975 | 1982 | 1990 | 1999 | 2006 | 2013 |
| ------------------------- | ---- | ---- | ---- | ---- | ---- | ---- | ---- |
| 573                       | 491  | 467  | 439  | 431  | 415  | 539  | 537  |
| Quelle: Cassini und INSEE |      |      |      |      |      |      |      |

## Sehenswürdigkeiten

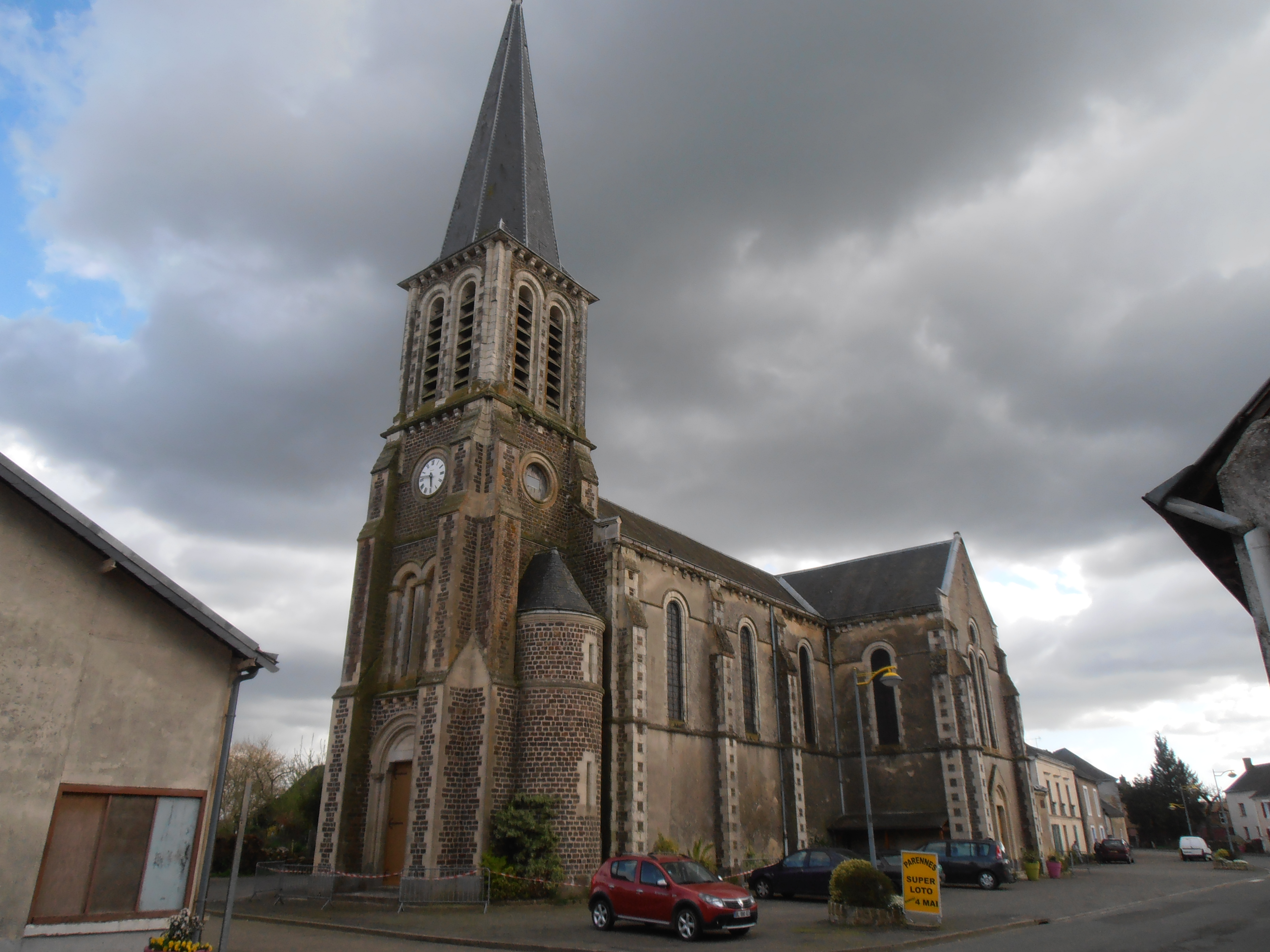
Kirche Saint-Martin

- Kirche Saint-Martin
- Schloss Courtemanche

## Persönlichkeiten
- Auguste Chaillou (1866–1915), Biologe und Mediziner, Mitarbeiter Louis Pasteurs